# Mannar (zatoka)
Mannar (hindi मन्नार की खाड़ी, Mannar ki Khari; syng. මන්නාරමි ‌බොක්ක, Mannaram Bokka; tamil. மன்னார் வளைகுடா, Mannar Wirikuda; ang. Gulf of Mannar) – otwarta zatoka na Oceanie Indyjskim, pomiędzy Półwyspem Indyjskim a wyspą Cejlon. Jej maksymalna głębokość wynosi 1335 m. 
W obszarze zatoki leży 21 wysepek, utworzonych głównie przez koralowce, położonych mniej więcej równolegle do wybrzeża, o wielkości od kilku hektarów do 4 km². Leżą 0,2-8 km od brzegu. Główne z nich to Manali Island i Hare Island. Długość linii lądowej zatoki wynosi 141 km.
Zatoka od 2001 roku chroniona jest rezerwatem biosfery, także o nazwie Gulf of Mannar. Włączona jest także w Park Narodowy Gulf of Mannar. U wybrzeży zatoki, jako rezerwatu biosfery, leży koło 125 wiosek. W wodach zatoki odnotowano 147 gatunków wodorostów, występują również liczne trawy morskie, głównie z rodzin żabiściekowate (Hydrocharitaceae) i rdestnicowate (Potamogetonaceae). Namorzyny wokół zatoki zawierają wszystkie indyjskie namorzynowe gatunki drzew oraz roślinę Pemphis acidula (krwawnicowate). W wodach zatoki występują diugonie przybrzeżne (Dugong dugong), zaś jej obszar został uznany za ostoję ptaków IBA ze względu na pelikana indyjskiego (Pelecanus philippensis).